# Sonja Aldén
Pour les articles homonymes, voir Alden.
Sonja Aldén (née le 20 décembre 1977) est une chanteuse suédoise.

## Biographie
Sonja Aldén a participé au Melodifestivalen 2006 sous le nom de Sonya avec la chanson Etymon mais ne s'est pas qualifiée pour la finale. L'année suivante, sa chanson För att du finns termine 6e de la finale du Melodifestivalen 2007. Elle revient pour le Melodifestivalen 2012 et le Melodifestivalen 2020 avec les chansons I din himmel et Sluta aldrig gå qui ne se qualifient pas pour la finale.

## Discographie

### Albums
| Année | Album                  | Meilleur classement | Certifications |
| Année | Album                  | SWE                 | Certifications |
| ----- | ---------------------- | ------------------- | -------------- |
| 2007  | Till dig               | 2                   |                |
| 2008  | Under mitt tak         | 3                   |                |
| 2012  | I gränslandet          | 12                  |                |
| 2013  | I andlighetens rum     | 4                   |                |
| 2014  | Jul i andlighetens rum | 6                   |                |
| 2017  | Meningen med livet     | 10                  |                |

### Singles
| Année | Single                        | Meilleur classement | Album |
| Année | Single                        | SWE                 | Album |
| ----- | ----------------------------- | ------------------- | ----- |
| 2006  | Etymon (sous le nom de Sonya) | 35                  |       |
| 2007  | För att du finns              | 3                   |       |
| 2007  | Här står jag                  | 16                  |       |
| 2008  | Nån som du                    | 29                  |       |
| 2008  | Du får inte                   | 17                  |       |

## Avec Sanna Nielsen et Shirley Clamp

### Albums
| Title                                  | Détails                  | Meilleur classements | Certifications  |
| Title                                  | Détails                  | SWE                  | Certifications  |
| -------------------------------------- | ------------------------ | -------------------- | --------------- |
| Our Christmas (Sanna, Shirley & Sonja) | - Sortie : novembre 2008 | 1                    | - SUE : Platine |
| Vår jul (Sanna, Shirley & Sonja)       | - Sortie : novembre 2010 | 6                    | - SUE : Or      |

### Singles
| Année | Single                     | Meilleur classement | Album         |
| Année | Single                     | SWE                 | Album         |
| ----- | -------------------------- | ------------------- | ------------- |
| 2008  | All I Want For Christmas   | 39                  | Our Christmas |
| 2008  | My Grown Up Christmas List | 41                  | Our Christmas |